# Districte d'Akola
El districte d'Akola és una divisió administrativa de Maharashtra, a la divisió d'Amravati (antiga província britànica de Berar de la que tanmateix Akola era un districte).
El districte té una superfície de 5.431 km² i una població de 2.223.828 (cens del 2006) amb un 38,5% de població urbana; limita al nord amb el districte d'Amravati, a l'est amb el mateix i el districte de Washim (format per segregació del districte d'Akola), al sud el mateix, i a l'oest amb el districte de Buldhana. La capital és Akola.

## Geografia
El districte està regat per diversos rius. El riu Purna forma el límit nord i el Vaan el límit nord-oest. Els principals rius (amb els seus afluents) són: 
- Purna
  - Aas
  - Shahnur
- Uma
  - Katepurna
  - Shahanur
  - Morna
  - Mann 
    - Mas
    - Utawali
    - Vishwamitri
    - Nirguna 
      - Gandhari

  - Aas
  - Vaan

El districte té al nord les muntanyes Satpura i al sud les de Satmala o Ajanta.

## Subdivisions
Administrativament està dividit en set talukas:
- Akot
- Telhara
- Akola
- Balapur
- Patur
- Barshitakli
- Murtajapur

## Economia
L'economia és de base agrícola. El cotó el jawar són els productes predominants. L'oli i el mill comencen a destacar.

## Jaciments arqueològics
El temple de Patur, tallat a la roca, i alguns temples fets amb pedra sense ciment (entre els quals Pinjar i Barsi Takli) són els principals llocs. A Balapur, un pavelló de pedra negra anomenat Chhatri se suposa obra del príncep rajput Jai Singh, general d'Aurangzeb. Hi ha 19 dargahs o tombes de sants destacant la de Pir Namad Aulia Ambia a Dharur. A Shahpur, prop de Balapur, i ha les ruïnes d'un palau construït pel príncep Murad Shah, fill d'Akbar el Gran, quan fou governador de la província de Berar, i en el que va morir el 1599. Hi ha 169 temples relativaments moderns (del segle xix) i 56 mesquites. També es troben unes fonts salades prop del riu Purna (una mena de llac soterrani de 70 km de llarg i 15 d'ample) entre Paturda a l'oest i el districte d'Amraoti a l'est amb la principal a Dhahihanda.

## Història
El Berar fou part del llegendari regne de Vidarbha. Ja en època històrica fou part del regne Maurya sota Asoka (vers 71 a 231 aC) i després va pertànyer a la dinastia Satavahana (segle II aC a segle ii), als Vakataka (segles iii a VI), als Chalukya (VI a VIII) als Rastrakuta (VIII a X) als segons Chalukya (X a XII) i finalment a la dinastia Yadava de Devagari (XII a XIV). El districte fou governat pels rajes d'Ellichpur abans de la dominació musulmana.
Aquest territori se suposa conquerit per Ala al-Din Khalji de Delhi el 1294 en la seva expedició al Dèccan però a la seva mort els hindús van reafirmar la independència i foren combatuts fins que el 1319 el darrer defensor, el raja de Deogarh, fou derrotat. Després hi va governar la dinastia Bahmànida (Imashàhides) independitzada de Delhi, i van seguir els sultans d'Ahmadnagar (Nizamshàhides) del 1572 fins al 1594-1596 quan fou conquerida per Akbar el Gran i tot el Berar esdevingué província de l'Imperi Mogol.
A la mort d'Akbar un home d'origen abissini, Malik Ambar, es va apoderar de la zona i governava el 1612 però no va aguantar gaires anys. El 1671 els marathes van assolar la zona dirigits pel general Pratap Rao (al servei de Shivaji), i van arribar fins a Karanja; el territori els fou cedit en feu el 1717 pels ministres de l'emperador Farrukhsiyar, però el 1724 Asaf Jah I Nizam al-Mulk, virrei del Dèccan, va derrotar els partidaris de Farrukhsiyar i va incorporar Berar al seu govern en el que es va fer independent. La resta del segle fou una lluita continua de Nizam i els seus successor contra els marathes pels tributs de la província. Vers 1734 els marathes dominaven la província; el cap maratha Shahu (successor de Shambaji) poc abans de morir el 1749, va designar al peshwa com a cap dels marathes però la derrota a la tercera batalla de Panipat el 1761 va liquidar el poder del peshwa si bé encara van poder conservar Berar.
A la batalla d'Angaon, a 58 km al nord d'Akola, el general Arthur Wellesley de Wellington derrotà els marathes de Raghuji Bhonsle (28 de novembre de 1803) a la Segona Guerra Anglo-Maratha i el districte d'Akola com a part del Berar, fou transferit al Nizam (1804). La resta li fou transferit al final de la guerra dels pindaris. Els marathes van continuar oposant-se al nizam i el 1841 Moghat Rao es va revoltar i va posar la seva bandera a Jamod al nord del districte d'Akola, però sense continuïtat; el 1849 sota Apa Singh, va ser necessària la intervenció britànica per posar fi a la lluita.
Pel tractat signat el 1853 i complementat el 1861 el Nizam va cedir Akola i altres districtes de Berar als britànics per pagar amb els seus impostos i taxes el deute del contingent d'Hayderabad, i els futurs pagaments d'aquesta força; en aquest moment Berar estava dividit en dos tashil: Nord i Sud. Akola formà part de la província de Berar, sota administració de l'Estat de Hyderabad); el 1857 es va modificar i es van formar els dos districtes de West Berar i East Berar i el primer tingué capital a Akola, el segon a Amravati. El territori tenia manca d'aigua i patia greument els períodes d'escassetat, destacant l'any de fam de 1862 quan es va perdre gran part dels ramats del districte; les epidèmies de colera foren comuns. El 1864 es va crear el districte de Buldhana amb part del districte de West Berar; el 1875 una altra part del districte va formar el districte de Washim. Els límits dels tashils foren completament reformats el 1905: el tashil de Murtizapir va passar al nou districte d'Akola, abans era part del de Amravati, i en canvi els tashils de Khamgaon i Jalgaon van passar del districte d'Akola al de Buldhana; el districte de Washim va desaparèixer i els tashils de Washim i Mangrulpir foren units al districte d'Akola. Ja no hi va haver més canvis rellevants fins després de la independència. La superfície del districte era de 6.889 km² amb una distància màxima de nord a sud de 115 km i d'est a oest de 101; el formaven 94 pobles amb una població el 1881 de 592.792 habitants i capital a Akola a la riba del Morna. El districte estava subdividit en 5 talukas: Akola, Akot, Balapur, Jalgaon i Khamgaon. La població era de majoria hindú (539.068 contra 49.337 musulmans). Els membres de tribus eren 7.160 majoritàriament hindús. Per casta hi havia 207.253 kunbis (pagesos hindús), 66.781 mahars, 53.421 malis, 18.632 brahmans, 10.922 rajputs i 178.694 d'altres castes. Els oficis principals a part de pagès eren comerciants i treball domèstic; hi havia 271.815 persones qualificats com de treball indefinit o no productius. Les ciutats principals eren: Akola (16.614 habitants el 1881); Akot (16.137); Khamgaon (12.390); Balapur (11.244); Jalgaon (10.392); Shegaon, (11.079); Patur; Hiwarkhed; Wadegaon; Barsi Takli; Jamod; Sonala; Argaum (Argaon); i Pinjar; de totes aquestes Akola, Khamgaon i Shegaon eren municipalitats. Les llengües principals eren el marathi i l'urdú. La terra no era propietat sinó possessió del cultivador i es pagava una renda per aquesta possessió; els britànics van instal·lar progressivament un millor sistema amb dret d'herència pel posseïdor i arrendaments de 30 anys. Encara es conserven quatre forts importants a la història del districte: Narnala, Akot, Akola i Balapur. El districte fou administrat per un subcomissionat amb 5 comissionats assistents, 5 tashildars, 4 magistrats honoraris, un cirurgià civil, un superintendent de policia (la policia tenia 92 oficials i 470 homes), i un enginyer executiu. El 1881 hi havia 254 escoles on estudiaven 9.629 alumnes. Els dispensaris eren 7 i van atendre més de 46.000 pacients.
El 1903 un tractat entre el govern britànic i el Nizam va establir que aquest darrer cedia el Berar al govern de l'Índia a canvi d'una renda anual de 25 lakhs, a perpetuïtat.
Després de la independència el districte fou inclòs a Madhya Pradesh i després de la reorganització de 1956 a l'estat de Bombai, després (1960) reanomenat Maharashtra. El juliol de 1998 el territori del districte es va dividir per formar altre cop el districte de Washim.

## Nota
1. ↑  «Census GIS India». Arxivat de l'original el 2015-04-25. [Consulta: 20 març 2009].